# Allium robinsonii
Allium robinsonii là một loài thực vật có hoa trong họ Amaryllidaceae. Loài này được L.F.Hend. mô tả khoa học đầu tiên năm 1930.

## Hình ảnh

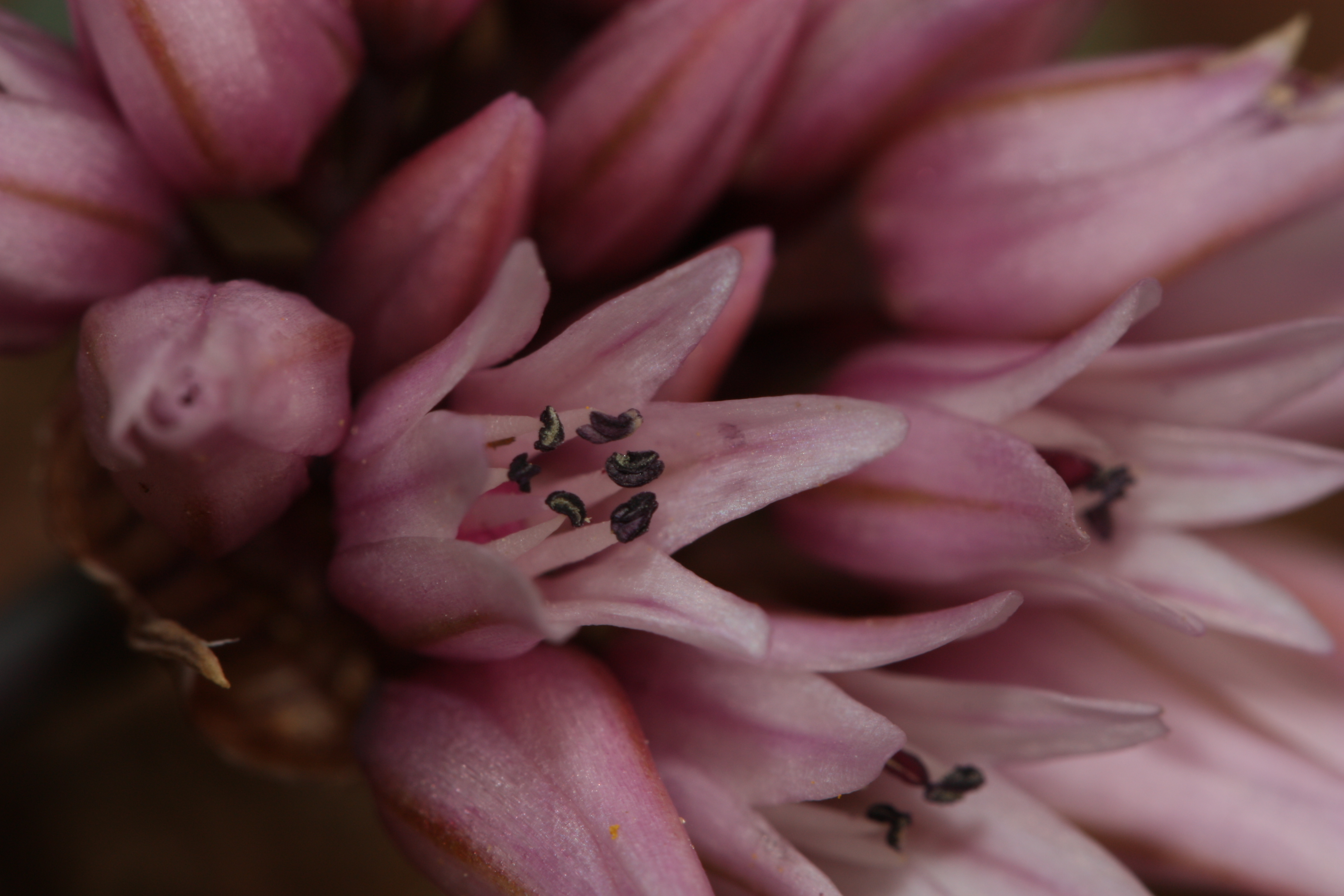
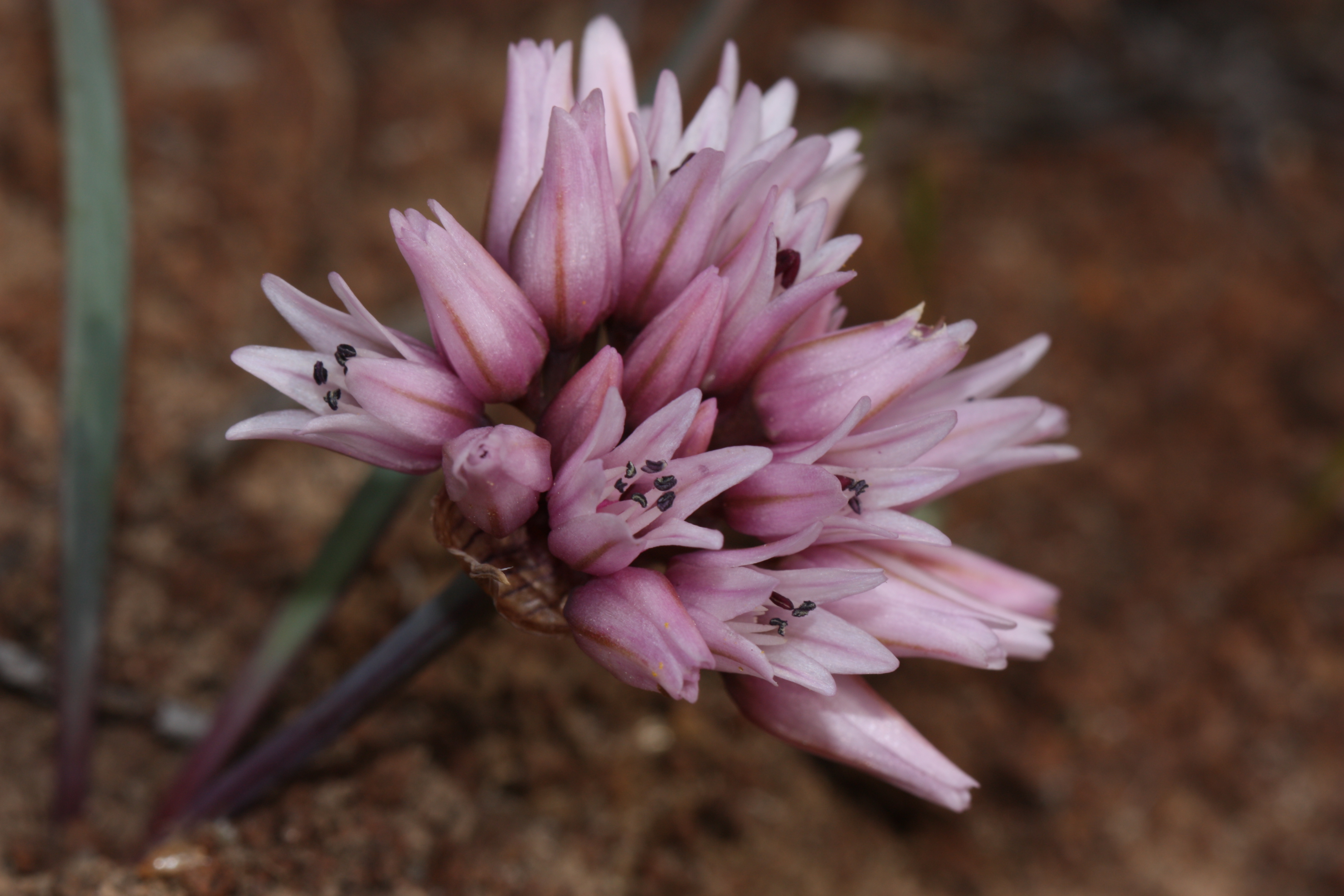
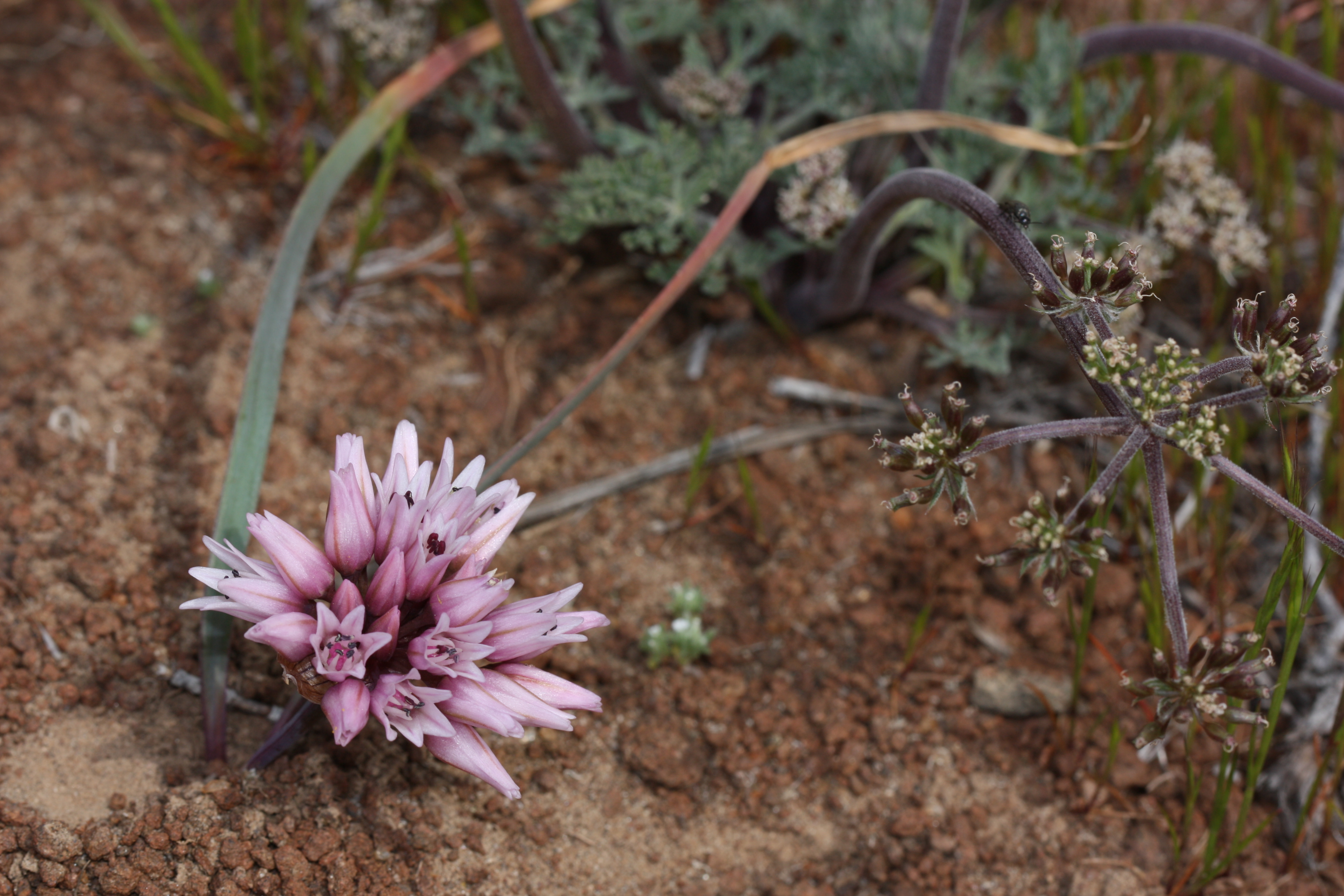
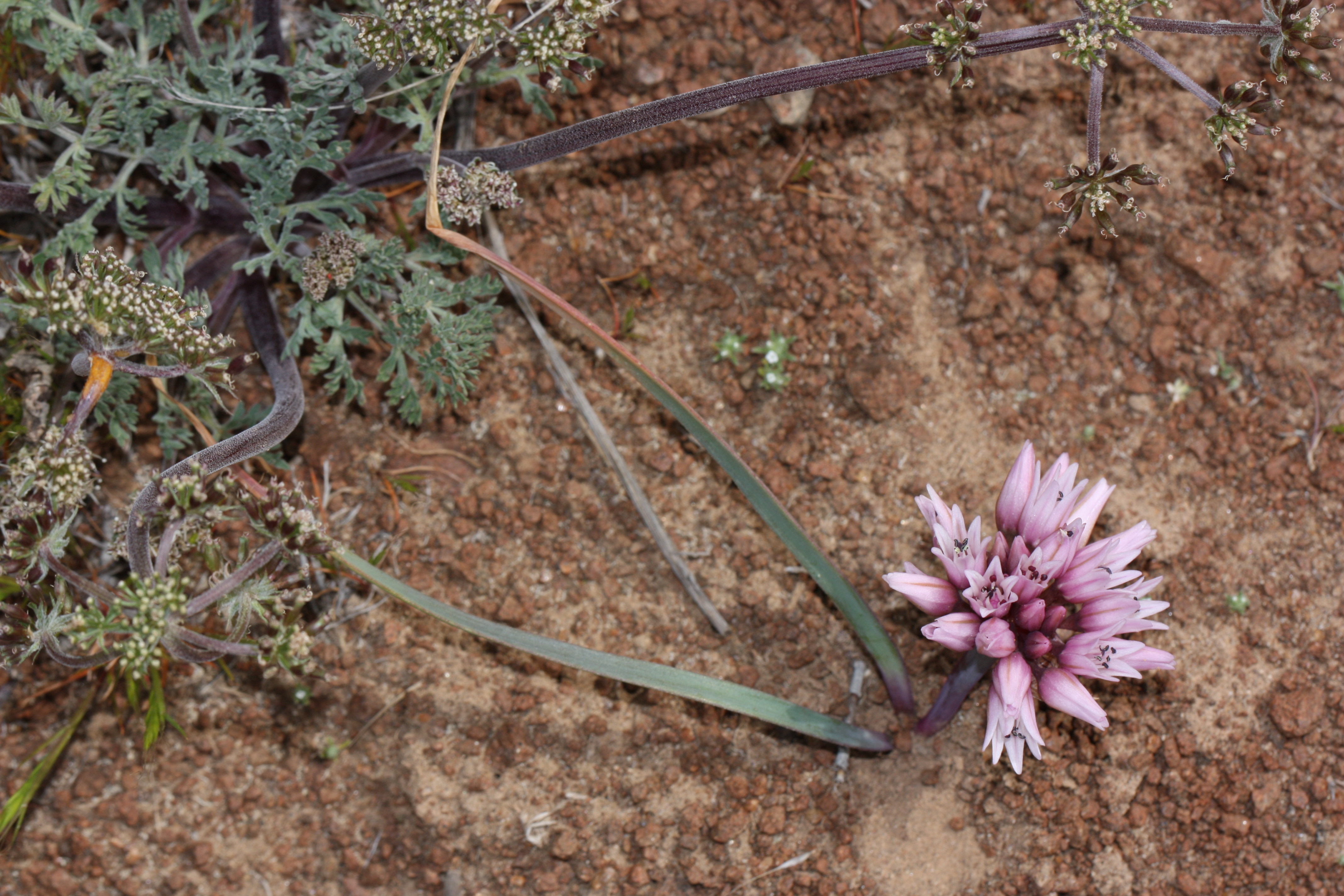